# 부모 효율성 교육
부모 효율성 교육(Parent Effectiveness Training, PET) 또는 고든 모델(Gordon Model)은 토머스 고든(Thomas Gordon)이 제시한 학부모 교육 프로그램이다. 고든 박사는 최초의 P.E.T.를 가르쳤다. 1962년에 강의를 시작했으며 이 과정은 부모들에게 인기가 있어서 미국 전역에서 강사를 훈련시켜 지역 사회에서 강의가 이루어졌다.

## 주요 채택 방법
- 나 전달법
- 적극적 경청(Active Listening)
- (제3의 방법)무승패법(No-Lose Conflict Resolution)[1][2]

## 같이 보기
- 인본주의 심리학
- 역할수행이론